# Morkillia mexicana
Morkillia mexicana är en pockenholtsväxtart som beskrevs av Rose & Painter. Morkillia mexicana ingår i släktet Morkillia och familjen pockenholtsväxter. Inga underarter finns listade i Catalogue of Life.